# Skylar Mays

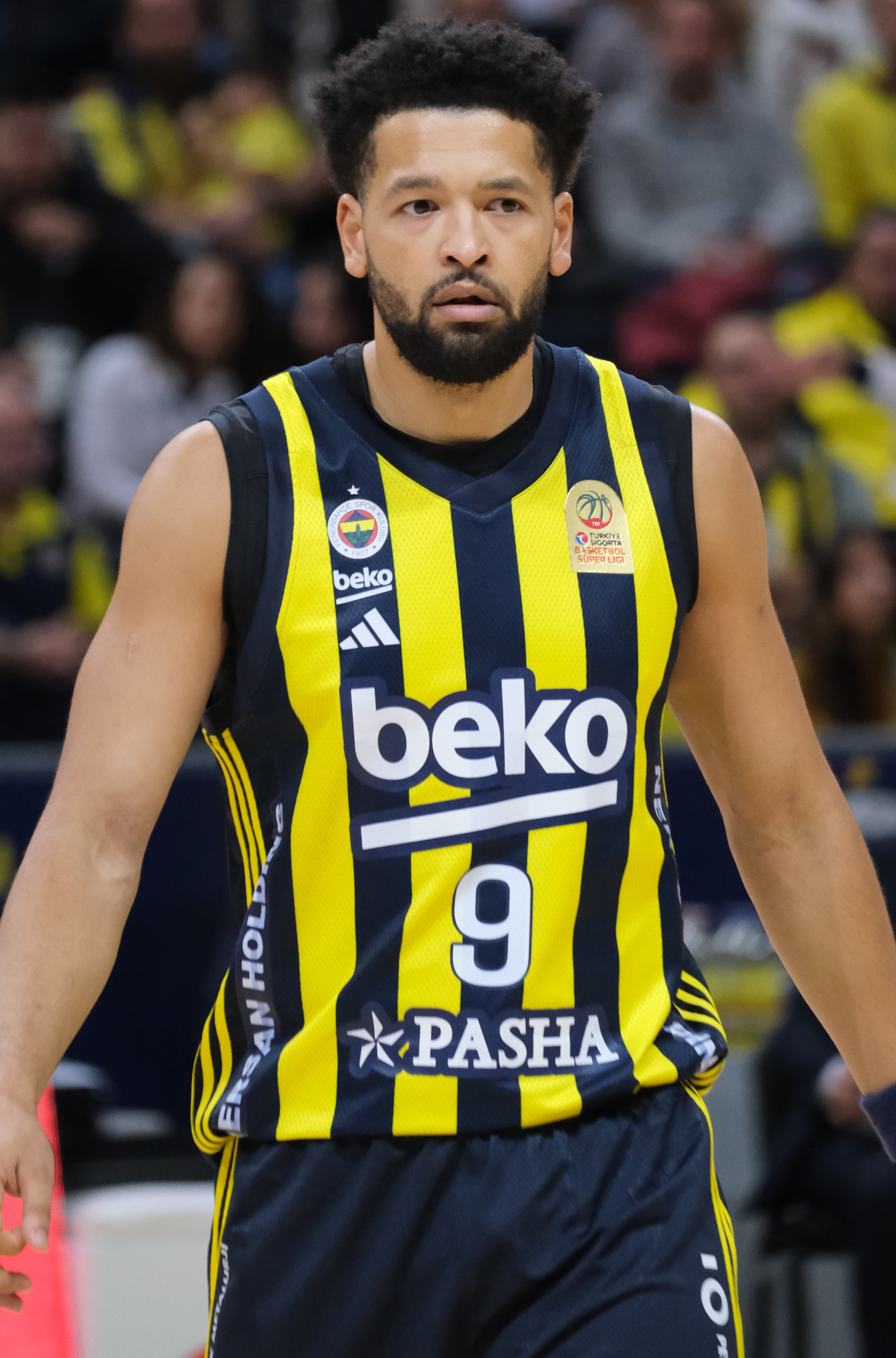
Skylar Mays, 2024.

Skylar Justin Mays, född 5 september 1997 i Baton Rouge i Louisiana, är en amerikansk professionell basketspelare (PG) som spelar för Minnesota Timberwolves i National Basketball Association (NBA). Han har tidigare spelat för Atlanta Hawks, Portland Trail Blazers och Los Angeles Lakers.
Mays draftades av Atlanta Hawks i andra rundan i 2020 års draft som 50:e spelare totalt.
Innan han blev proffs studerade Mays vid Louisiana State University och spelade för deras idrottsförening LSU Tigers.